# Bernhard Slovsa
 Bernhard Slovsa (* 2. Juni 1919 in Horjul; † 14. Jänner 1999)  war Abt des Stiftes Stams von 1973 bis 1985.

## Leben
Slovsa trat 1940 in das Kloster Sittich ein, in das er nach dem Zweiten Weltkrieg, den er als Soldat mitgemacht hatte, nicht mehr zurückkehren konnte. 1946 kam er in das Zisterzienserkloster Stams in Tirol, wurde nach dem Theologiestudium 1947 zum Priester geweiht und im folgenden Jahr von der Theologischen Fakultät Salzburg, einer Vorgängerin der heutigen Universität Salzburg, zum Doktor der Theologie promoviert. Von 1958 bis 1967 leitete er das dem Stiftsgymnasium Meinhardinum angeschlossene Internat, von 1960 bis 1981 auch das Aufbaurealgymnasium. Beide Institute baute er wesentlich aus, auch noch nachdem er 1970 zum Administrator und  1973 zum Abt gewählt worden war. Während seiner Amtszeit wurde die gesamte Klosteranlage generalsaniert, einschließlich der Stiftskirche, die 1984 zur Basilika minor erhoben wurde. Slovsa legte sein Amt 1985 nieder und starb 1999.